# Diostracus morimotoi
Diostracus morimotoi är en tvåvingeart som beskrevs av Saigusa och Kazuhiro Masunaga 1997. Diostracus morimotoi ingår i släktet Diostracus och familjen styltflugor. Inga underarter finns listade i Catalogue of Life.